# Filipów (gmina)
Pour les articles homonymes, voir Filipów.
Filipów est une gmina rurale du powiat de Suwałki, Podlachie, dans le nord-est de la Pologne. Son siège est le village de Filipów, qui se situe environ 24 km au nord-ouest de Suwałki et 124 km au nord de la capitale régionale Białystok.
La gmina couvre une superficie de 150,35 km2 pour une population de 4 478 habitants.

## Géographie
La gmina inclut les sołectwa d'Agrafinówka, Bartnia Góra, Bitkowo, Czarne, Czostków, Filipów (divisé en quatre sołectwa : Filipów Pierwszy, Filipów Drugi, Filipów Trzeci et Filipów Czwarty), Garbas (divisé en deux sołectwa : : Garbas Pierwszy et Garbas Drugi), Huta, Jemieliste, Mieruniszki, Nowa Dębszczyzna, Olszanka, Piecki, Rospuda, Smolenka, Stara Dębszczyzna, Stare Motule, Supienie, Szafranki, Tabałówka, Wólka et Zusno.
La gmina borde les gminy de Bakałarzewo, Dubeninki, Gołdap, Kowale Oleckie, Olecko, Przerośl et Suwałki.